# Philipp Gosset

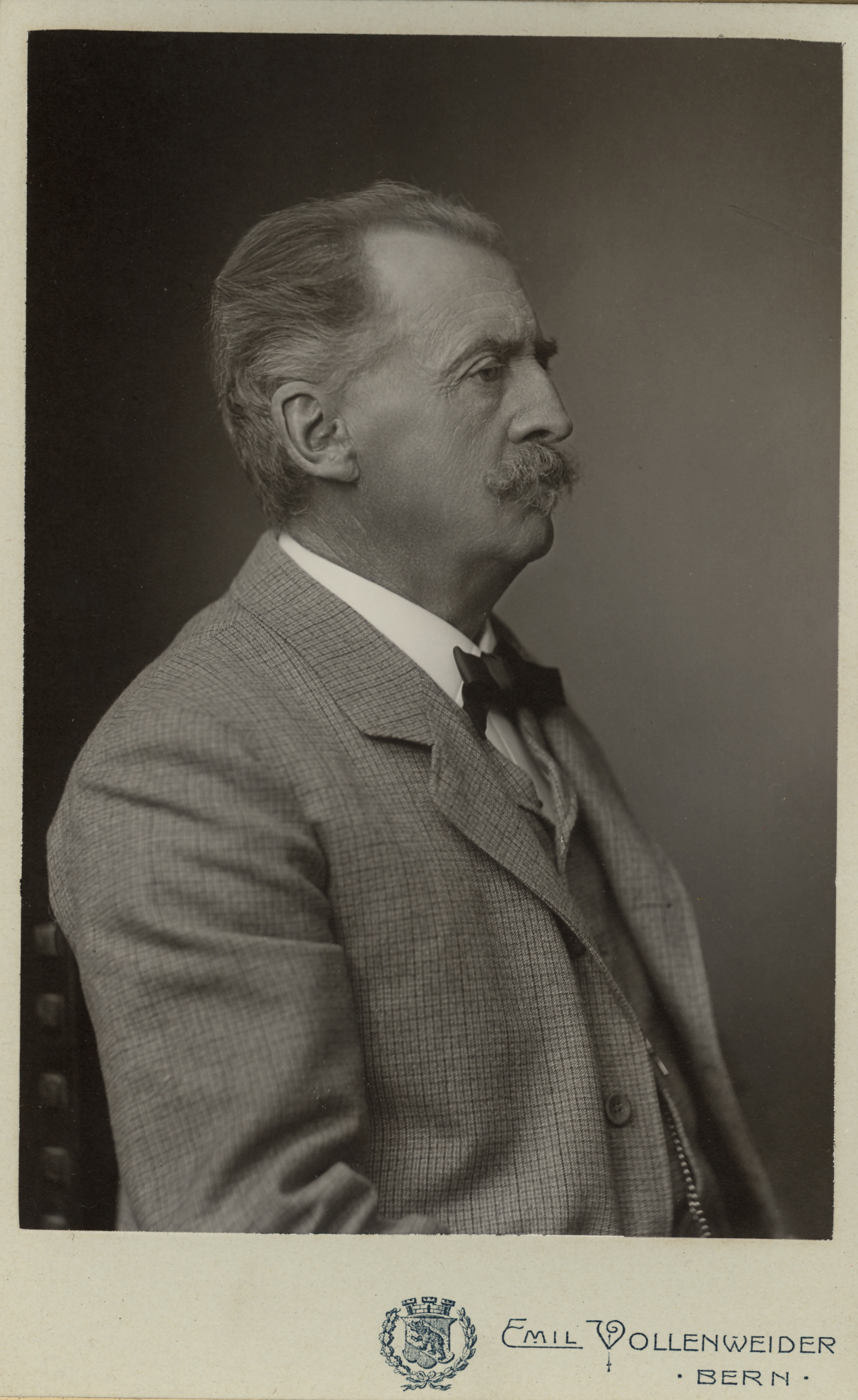
Philipp Gosset, Foto Emil Vollenweider, 1909 (Burgerbibliothek Bern)

Philipp Charles Gosset (* 11. März 1838 in Bern; † 24. März 1911 in Wabern (Gemeinde Köniz)) war ein britisch-schweizerischer Ingenieur, Stadtplaner, Alpinist, Topograf, Glaziologe und Landschaftsgärtner.

## Biografie
Philipps Vater, Charles Robin Gosset, Rentner aus Saint Helier auf der Kanalinsel Jersey, besass in Wabern ein klassizistisches Landhaus, die «Schönau», wo Philipp aufwuchs.
Im Hinblick auf einen technischen Beruf besuchte er eine Vorschule in Genf, bevor er sich 1857 an der École centrale des arts et manufactures in Paris einschrieb. Hier spezialisierte er sich als Ingenieur-Konstrukteur und befreundete sich mit Heinrich von Geymüller. und Louis Boissonnet. Heimgekehrt, heiratete Gosset 1864 Henriette von Linden (1840–1903) und 1905 Alice Fehr, eine junge Witwe, die ihm den Sohn Hektor schenkte.

### Ingenieur
Gosset war von 1860 bis 1861 im Bauamt der Stadt Bern beschäftigt, von 1862 bis 1864 arbeitete er zusammen mit Boissonnet im Kanton Wallis für die Bahngesellschaft Compagnie de la Ligne d’Italie, wo er sich mit der Vermessung der Strecke Sierre–Brig beschäftigte.
Bis 1865 entwarf Gosset in privatem Auftrag zahlreiche Pläne eines grossen Berner Stadtentwicklungsprojekts für das Kirchenfeld. Dieses ist von der Altstadt durch den Graben der Aare getrennt, den heute eine imposante Brücke überquert. Gossets Auftraggeber, ein Bankier, ging Konkurs. Die Pläne bleiben unausgeführt, beeinflussten aber die 1881 beschlossenen Pläne.
Seine englischen Wurzeln, das Interesse für die Topografie und eine unstillbare Neugier mögen zu den Gründen gehören, die den jungen Gosset vom 18. Lebensjahr an zum Alpinismus trieben. Seine erste bezeugte Besteigung im Jahr 1856 war die des Altels in der Balmhorngruppe. Weitere Besteigungen folgten im Kanton Wallis, wo er arbeitete. So versuchte Gosset zusammen mit seinem Freund Boissonnet die winterliche Besteigung des Haut de Cry, wo Boissonnet und der Führer Johann Josef Benet in einer Lawine den Tod fanden. Zum Gedächtnis der Opfer veröffentlichte Gosset, seit 1859 Mitglied des Londoner Alpine Club und seit dem Gründungsjahr 1863 des Schweizer Alpen-Clubs (SAC), einen Artikel über den tragischen Unfall im Alpine Journal. Gosset machte sich vor allem durch seine Vermessungen des Rhonegletschers bekannt, durch die es erstmals gelang, die Fliessgeschwindigkeit der Eismassen wissenschaftlich genau festzustellen. Andere seiner Untersuchungen galten dem Schafloch, einer Eishöhle bei Sigriswil, und dem Märjelensee am Rand des Aletschgletschers.
Ein bedeutender Teil von Gossets Tätigkeit spielte sich im Eidgenössischen Topographischen Bureau ab (1867–1879), wo er an einer neuen topografischen Karte der Schweiz, der Siegfriedkarte, arbeitete. Der SAC, der einen Topographischen Atlas der Schweiz im Massstab 1:25'000 forderte, war ein Promotor der Neuaufnahme, welche die Dufourkarte ersetzen sollte. In diesem Zusammenhang vermass Gosset 1873 das Tiefenprofil des Genfersees auf der Höhe von Lausanne, dann das des Murtensees und 1874 das des Oeschinensees. Diese Arbeiten wurden 1877 mit der Ehrenmitgliedschaft der Société Vaudoise des Sciences Naturelles gewürdigt.
Als Vermessungsingenieur arbeitete Gosset besonders auf dem Rhonegletscher. Berichte, Skizzen, Karten und Detailpläne zeugen von seiner Gesamtsicht und einem eigentlichen wissenschaftlichen Projekt. Es war wiederum der SAC, der durch Vermittlung von Eugène Rambert solche Forschungen im Hinblick auf eine vertiefte Kenntnis der Alpenlandschaft förderte. Gosset legte einen im Fels verankerten Vermessungsrahmen fest und liess vier Reihen exakt ausgerichteter Steine setzen, um anhand ihrer Bewegungen das Fliessen des Gletschers zu beobachten. Sein Manuskript Études du Glacier du Rhône wurde 1875 am Congrès international des sciences naturelles in Paris mit einem Preis ausgezeichnet, ebenso 1880 von der Schweizerischen Naturforschenden Gesellschaft. Überschreiten der Kreditgrenzen und persönliche Misshelligkeiten führten Gosset in einen Konflikt mit dem SAC und dem Eidgenössischen Topographischen Bureau und 1879 zu seinem Ausscheiden aus dem Projekt. Seine Ergebnisse wurden von anderen veröffentlicht, erstmals 1885, dann 1915 mit einer vollständigen Zusammenfassung der Forschungen.
In den Jahren 1864 bis 1866 wurde eine grössere Baumschule auf Gossets Besitz in Wabern aufgebaut. Der Name Canadische Baumschule ist eine Respektsbezeugung an Gossets Vater, einen Gartenliebhaber, der in der Schweiz als einer der ersten die thuja occidentalis aus Kanada eingeführt hatte. Philipp blieb sein Leben lang der Beschäftigung mit Gärten treu. Er nahm mehrere Landschaftsgärtner in seinen Dienst, darunter Adolf Vivell. Er gewann in Bern bedeutende Aufträge, so für die Bepflanzung des Ehrenhofs des Bundeshauses, wo er seinem Interesse am «Schweizer Garten» frönte. Von 1893 bis 1897 leitete er auch die Bepflanzung des Vorgartens des Bernischen Historischen Museums, das anfänglich als Schweizerisches Nationalmuseum gedacht war.